# Antonin Jaussen
Antonin Jaussen (27 mai 1871 - 29 avril 1962), dominicain, ethnologue et archéologue spécialiste du Proche-Orient.

## Biographie
Il est né à Sanilhac,  dans la montagne ardéchoise, en 1871. Issu d'un milieu modeste, il entre chez les dominicains à 17 ans. 
À la suite de l'expulsion des congrégations de France, il part faire son noviciat à Rijckholt, aux Pays-Bas. En 1890,  il est envoyé en Terre sainte et arrive à Jérusalem en juillet. Il y est un des premiers étudiants de Marie-Joseph Lagrange au moment de la fondation de l'École biblique de Jérusalem. En 1906, il entreprend une expédition au pays d'Édom pour rejoindre Pétra. De 1907 à 1910, il se découvre une passion pour les caravanes bibliques et devient un spécialiste des tribus nomades de Palestine, maitrisant parfaitement leurs dialectes et leurs coutumes. il étudie en compagnie de Raphaël Savignac, autre père dominicain, le site nabatéen d'Hégra en Arabie saoudite. Les deux chercheurs disposent d'équipement photographique. Ils établissent notamment les premiers clichés  des monuments de Tayma, de Madâin Sâlih et d'Al-'Ula, jusqu'alors connus uniquement par des croquis. Traduite en arabe, leur publication sur la Mission archéologique en Arabie est toujours considérée comme un ouvrage de référence,. 
Il parcourt des années durant, aidé de guides bédouins, la Palestine, la Transjordanie, et la péninsule Arabique. Le Père Jaussen ne cherche pas à convertir mais à connaitre ces peuples en profondeur. Dans la « Coutume des arabes au pays de Moab », il écrit : « Manger une fois en passant le mouton roti, (...) ce ne sera découvrir qu'un bien petit coin de cette existence bizarre (...) Pour recueillir des renseignements, il faudra se résigner à passer de longues heures, presque en silence, accroupi sur un tapis, sous la maison de poil qui abrite à peine des rayons du soleil. Il faudra répondre aux questions des curieux et des indiscrets; il faudra écarter les soupçons éveillés par le seul fait de n'être pas de sang arabe ». Il noue ainsi de solides amitiés, comme avec la famille Twal de Madaba dont descend l'actuel patriarche latin de Jérusalem.
Durant la Première Guerre mondiale, sa connaissance profonde de l'Orient lui vaut, après avoir été brièvement prisonnier des Turcs, d'être appelé à servir - à 43 ans- comme officier de renseignements dans les troupes françaises du Levant. Ceci l'amène à fréquenter Lawrence d'Arabie, ainsi que l'émir Faysal. Instruit par ses informateurs bédouins, il sauve notamment le canal de Suez d'une attaque ottomane . Il est plutôt hostile aux projets d'indépendance des Arabes et des Syriens .
Les années 1920 le trouvent à nouveau en Palestine où il est témoin de la frustration des Arabes devant l'instauration du foyer juif imposé par les Britanniques après la déclaration Balfour de 1917. Il s'intéresse au début du sionisme et prend position en faveur des Arabes .  

En mai 1918, il a écrit: 
«Les affirmations du chef de la Mission sioniste que “la Palestine est vaste, qu’elle est assez grande pour nourrir les Arabes et les juifs, que les juifs ne veulent chasser personne de Palestine, etc.” ces affirmations ne rassurent pas les habitants» 
En 1928, il part pour Le Caire où il se lance dans une nouvelle aventure : obtenir les permis, chercher les fonds, recruter une équipe, affronter les aléas d'un chantier et finalement bâtir une maison dominicaine destinée à être, en Égypte, le relais de l’École biblique de Jérusalem consacré à l’étude de l’archéologie égyptienne en lien avec la Bible. Le couvent d'Abbassiah, situé à 300 mètres de l'Université Al-Azhar, devient, en 1953, le siège de l'Institut dominicain d'études orientales (IDEO). 
Il vit en Égypte jusqu'en 1959, puis revient en France à la suite de problèmes de santé. Il meurt à Jonquières-Saint-Vincent, dans le Gard, en 1962.
Il est inhumé à Villevieille.

## Œuvres
- Les tribus arabes à l'est du Jourdain, 1902.
- Coutumes des Arabes au pays de Moab, 1908. Prix Saintour 1909, conjointement avec Alfred Roussel, Frédéric Macler et François Martin, décerné par l'Académie des inscriptions et belles-lettres[7].
- Antiquités religieuses dans l'Arabie du Nord, 1909.
- Mission archéologique en Arabie, Paris, 1909-1914, en collaboration avec Raphaël Savignac.
- La vie économique d'une famille demi-nomade à Madaba : les Ṣualḥuah, 1914.
- Coutumes palestiniennes 1 - Naplouse et son district, Paris, Geuthner, 1927.

### Sources bibliographiques
- Céline Hoyeau, « Les prêtres explorateurs : P.Antonin Jaussen », La Croix,‎ 27 août 2013, p. 24.
- Jean-Jacques Pérennès (préf. Henry Laurens, professeur au Collège de France), Le Père Antonin Jaussen, o.p. (1871-1962) : Une passion pour l'Orient musulman, Le Cerf, 2012.
- François Pouillon, Dictionnaire des orientalistes de langue française, Éditions Karthala, 2008, 1007 p. (lire en ligne), p. 515.
- Saba Farès-Drappeau, « RR. PP. A. Jaussen et R. Savignac - Mission archéologique en Arabie (Publication de la Société des fouilles archéologiques), 3 tomes [Tome I : De Jérusalem au Hedjaz Médaine-Saleh (mars-mai 1907), Paris, 1909 ; Tome II : El-'Ela, D'Hégra à Teima, Harrah de Tebouk, Paris, 1914 avec un Atlas (153 planches, cartes et plans) et un supplément au volume II : Les coutumes des Fuqarâ ; Tome III : Les châteaux arabes, Quseir 'Amra, Kharâneh et Tûba, Paris, 1922], Paris (P. Geuthner) - Le Caire (Institut Français d'Archéologie Orientale), 1997 (2e édition). », Revue des mondes musulmans et de la Méditerranée,‎ juillet 2000, p. 89-90 (lire en ligne).
- Géraldine Chatelard (dir.), Mohammad Tarawneh, Antonin Jaussen, sciences sociales occidentales et patrimoine arabe : Actes du Colloque de juin 1998 : "Antonin Jaussen : genèse des sciences sociales occidentales, constitution d'un patrimoine arabe", Beyrouth, Centre d'études et de recherches sur le Moyen-Orient contemporain, 1999.
- Ernest Babelon, « Mission des PP. Jaussen et Savignac en Arabie (Hedjaz) », Comptes rendus de l'Académie des inscriptions et belles-lettres, no 4 - 54e année,‎ 1910, p. 225-229 (lire en ligne).
- Jaussen et les services de renseignement français (1915-1919) in Henry Laurens, Orientales II. La IIIe République et l'Islam, CNRS, 2004, pp. 143-159
- Jean-Jacques Pérennès, « Le père Antonin Jaussen, un dominicain ardéchois agent de renseignement au Moyen-Orient (1914-1918) : dans un cahier consacré aux ardéchois aux quatre coins du monde », Cahier de Mémoire d'Ardèche et Temps Présent, no 165,‎ mars 2025